# Arthur Maude
Arthur Maude (23 de julio de 1880 – 9 de enero de 1950) fue un actor, guionista y director cinematográfico británico.

## Biografía
Su nombre completo era Arthur John Maud, y nació en Pontefract, Inglaterra, siendo sus padres William Robert Maud (1849-1919) y Lucy Monkman (1853-1929).
Maude empezó su carrera como actor teatral. Formó parte, durante seis años, de la compañía teatral de John Martin-Harvey, siendo posteriormente primer actor y director de la compañía de Constance Crawley en Estados Unidos, actuando así en 1910 en el circuito de Broadway con la obra Mr. and Mrs. Daventry. Él y Crawley, que estaba separada de su marido, empezaron a vivir juntos, gestionando Maude la carrera de la actriz. La pareja siguió trabajando unida, como actores y como guionistas, en varias películas rodadas en la época de la Primera Guerra Mundial, entre ellas seis producidas por American Film Manufacturing Company, compañía de Santa Bárbara (California) que en su época fue una de las mayores productoras cinematográficas de los Estados Unidos.
Tras fallecer Crawley en 1919, Maude siguió actuando, escribiendo guiones y dirigiendo películas. Es probablemente más conocido por su papel del Dr. Gilbert Trent en el film de Harry Houdini de 1922 The Man from Beyond, y que fue su última gran interpretación cinematográfica. Siguió, sin embargo, dirigiendo y haciendo algunos pequeños papeles. Su último proyecto de importancia en Estados Unidos fue la película de tema patriótico rodada en 1927 The Flag: A Story Inspired by the Tradition of Betsy Ross, la cual escribió y dirigió. Aunque era un corto de 20 minutos de duración, fue producido en color utilizando la técnica de Technicolor.
En algún momento entre 1927 y 1928, Maude volvió al Reino Unido tras haber vivido más de 25 años en los Estados Unidos. Siguió dirigiendo películas, entre ellas la cinta dramática de 1929 The Clue of the New Pin, rodada con la técnica de Phonofilm, y que es considerada como la primera producción sonora en formato largometraje estrenada en el Reino Unido.
Aunque él había vivido desde 1913 a 1919 con Constance Crawley, no existen evidencias de que Maude se hubiera casado alguna vez, ni de que mantuviera relación con otras mujeres. Él siguió en el mundo del cine hasta el momento de su muerte, ocurrida a los 69 años de edad en Paddington, Londres, en 1950, más de un año antes de estrenarse su última película, un corto titulado One Good Turn (1951).

## Selección de su filmografía

### Actor
- The Shadow of Nazareth (1913)
- A Political Feud (1914), de Thomas H. Ince y Richard Stanton
- Two-Gun Hicks (1914), de William S. Hart
- Mary Magdalene (1914)
- The Devil (1915), de Reginald Barker y Thomas H. Ince
- The Cup of Life (1915), de Thomas H. Ince y Raymond B. West
- The Wraith of Haddon Towers (1916)
- Lord Loveland Discovers America (1916)
- Embers (1916)
- Borrowed Plumage (1917)
- The Man from Beyond (1922)
- Sabotage at Sea (1942)

### Director
- The Flag: A Story Inspired by the Tradition of Betsy Ross (1927)
- Toni (1928)
- The Ringer (1928)
- The Clue of the New Pin (1929)
- The Flying Squad (1929)
- The Lyons Mail (1931)
- Watch Beverly (1932)
- The Lure (1933), a partir de la obra The Lure, de J. W. Sabben-Clare
- I Live Again (1936)
- One Good Turn (1951; Maude fue también productor)

### Guionista
- A Message from Mars (1921), de Maxwell Karger

## Galería fotográfica

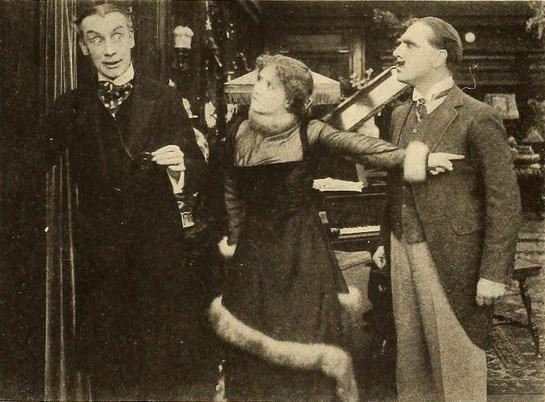
Escena de The Devil (1915), con Edward Connelly, Bessie Barriscale y Arthur Maude
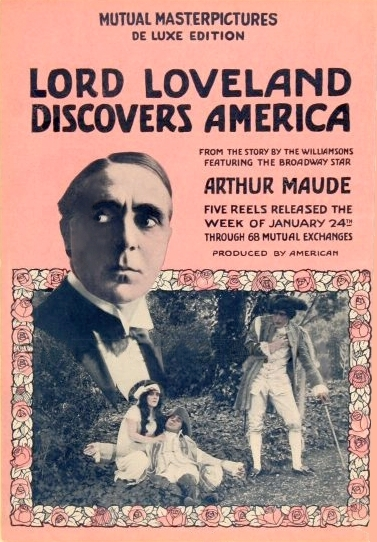
Arthur Maude en 1916
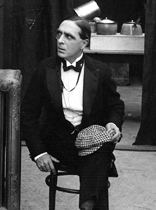
Maude in Lord Loveland Discovers America (1916)